# Much Ado About Nothing (opera)

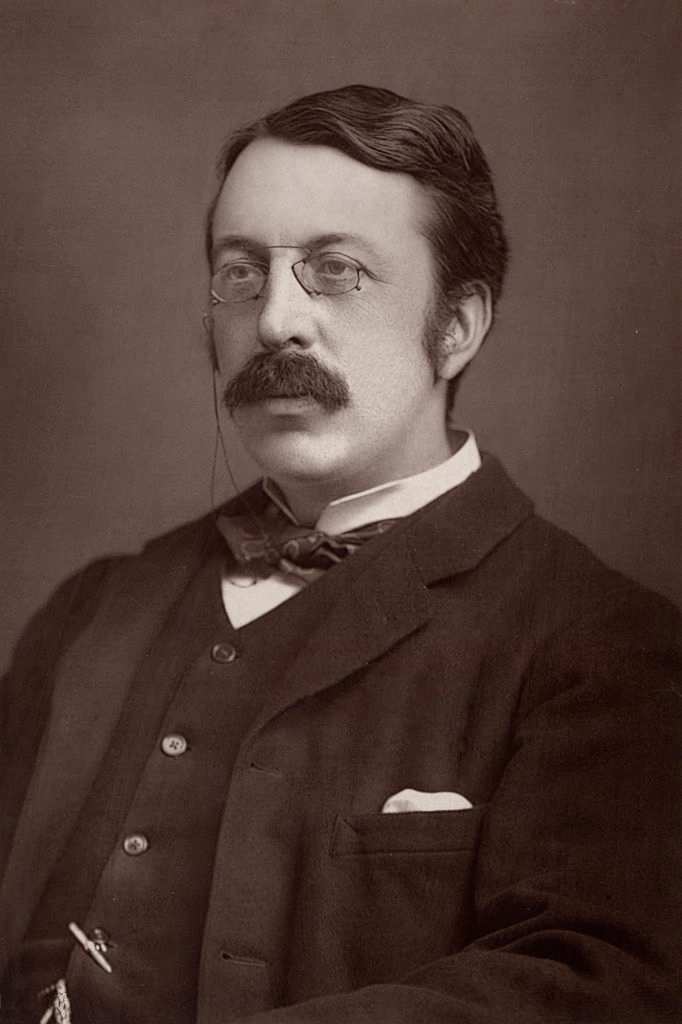
Charles Villiers Stanford, 1894

Much Ado About Nothing är en opera i fyra akter med musik av Charles Villiers Stanford och libretto av Julian Sturgis efter Shakespeares pjäs Mycket väsen för ingenting. Det var kompositörens sjunde fullbordade opera.

## Historia
Operan hade premiär på Royal Opera House, Covent Garden den 30 maj 1901 dirigerad av Luigi Mancinelli. Den mottogs "väl, men inte överväldigande av publiken" och spelades på nytt fyra dagar senare. The Manchester Guardian kommenterade: "Inte ens i Falstaff av Arrigo Boito och Giuseppe Verdi har originalkomedins karaktäristiska charm, mognad och slående individualitet varit mer förlåtande intakt."
Operan framfördes i en tysk översättning i Leipzig 1902.
Den fick nypremiär 1964 på Wexford Opera Festival i en uppsättning regisserad av Peter Ebert och av Opera Viva på Jeannetta Cochrane Theatre i London i mars 1985. 2019 framförde Northern Opera Group operan som en del av Leeds Opera Festival, med en reducerad orkestrering av Chris Pelly.

## Personer
| Roller                        | Röstläge          | Premiärbesättning 30 maj 1901 (Dirigent:Luigi Mancinelli) |
| ----------------------------- | ----------------- | --------------------------------------------------------- |
| Hero                          | sopran            | Suzanne Adams                                             |
| Beatrice                      | sopran            | Marie Brema                                               |
| Don Pedro, prins av Aragonien | baryton           | Ivor Foster                                               |
| Don John, hans oäkta bror     | bas               |                                                           |
| Claudio                       | tenor             | John Coates                                               |
| Benedick                      | baryton           | David Bispham                                             |
| Prästen                       | bas               | Pol Plançon                                               |
| Dogberry                      | bas               | Robert Blass                                              |
| Verges                        | talroll           | O. B. Clarence                                            |
| Leonato, guvernör av Messina  | bas eller baryton | Putnam Griswold                                           |
| Borrachio                     | tenor             | Walter Hyde                                               |
| Seacole                       | tenor             |                                                           |